# Lista siturilor arheologice din județul Galați - S
Lista siturilor arheologice din județul Galați - S conține toate siturile arheologice din județul Galați înscrise în Repertoriul Arheologic Național (RAN) și aflate în localități al căror nume începe cu litera S. RAN este administrat de Ministerul Culturii și Patrimoniului Național și cuprinde date științifice, cartografice, topografice, imagini și planuri, precum și orice alte informații privitoare la zonele cu potențial arheologic, studiate sau nu, încă existente sau dispărute.
Puteți căuta un sit din localitățile care încep cu litera S folosind formularul de mai jos sau puteți naviga prin toate siturile din județ la Lista siturilor arheologice din județul Galați.
| Cod RAN                                  | Denumire | Localitate                          | Adresă            | Datare                                 | Descoperit | Coordonate | Imagine           | Erori            |
| ---------------------------------------- | --- | ----------------------------------- | ----------------- | -------------------------------------- | ---------- | ---------- | ----------------- | ---------------- |
| 76308.02.01 (Cod LMI: GL-I-s-A-02991)    | Necropola hallstattiană de la Stoicani - "Dealul de pe Râpă" / ansamblu anonim (Categorie: descoperire funerară) (Tip: Necropolă) | sat Stoicani, comuna Foltești       | Dealul de pe Râpă | sec. XI-X a. Chr.                      |            |            | Încărcați imagine | Raportați eroare |
| 76308.03.01 (Cod LMI: GL-I-m-A-02975.12) | Valul din epoca migrațiilor de la Stoicani / ansamblu Valul lui Atanaric (Categorie: fortificație) (Tip: Val)                     | sat Stoicani, comuna Foltești       |                   | sec. II - IV                           |            |            | Încărcați imagine | Raportați eroare |
| 77135.01.01                              | Valul din epoca migrațiilor de la Scânteiești / ansamblu Valul lui Atanaric (Categorie: fortificație) (Tip: Val)                  | sat Scânteiești, comuna Scânteiești |                   | sec. II - IV                           |            |            | Încărcați imagine | Raportați eroare |
| 77117.01.01 (Cod LMI: GL-I-m-A-02975.13) | Valul din epoca migrațiilor de la Suhurlui / ansamblu Valul lui Atanaric (Categorie: fortificație) (Tip: Val)                     | sat Suhurlui, comuna Suhurlui       |                   | sec. II - IV                           |            |            | Încărcați imagine | Raportați eroare |
| 77297.01.01 (Cod LMI: GL-I-s-B-02993)    | Așezarea Gumelnița de la Suceveni - "Stoborani" / ansamblu anonim (Categorie: locuire civilă) (Tip: Așezare)                      | sat Suceveni, comuna Suceveni       | Stoborani         | Gumelnița - aspectul Stoicani - Aldeni |            |            | Încărcați imagine | Raportați eroare |
| 76308.01.01 (Cod LMI: GL-I-m-A-02992.02) | Situl arheologic de la Stoicani - "Cetățuia" / ansamblu anonim (Categorie: locuire) (Tip: Așezare)                                | sat Stoicani, comuna Foltești       | Cetățuia          |                                        |            |            | Încărcați imagine | Raportați eroare |
| 76308.01.02 (Cod LMI: GL-I-m-A-02992.01) | Situl arheologic de la Stoicani - "Cetățuia" / ansamblu anonim (Categorie: locuire) (Tip: Necropolă)                              | sat Stoicani, comuna Foltești       | Cetățuia          |                                        |            |            | Încărcați imagine | Raportați eroare |